# Ramón Alberto Villaverde
Ramón Alberto Villaverde Vázquez (Montevideo, Uruguay, 16 de marzo de 1930-Barcelona, España, 15 de septiembre de 1986) fue un futbolista uruguayo que destacó principalmente en el FC Barcelona. Fue jugador de la selección catalana y de la selección española. 

## Carrera
Empieza jugando en el Liverpool de la capital uruguaya, en la temporada 1949-50, para pasar posteriormente al fútbol colombiano militando en el Cúcuta Deportivo, (1950-51) y luego en el «Ballet Azul» de Millonarios de Bogotá (1952-54) donde coincidiría con Alfredo Di Stéfano.
Antes de fichar por el FC Barcelona jugó un partido amistoso con la camiseta del Universitario de Perú contra Charlton Athletic y ganó dicho partido. Villaverde había venido a Lima en condición de jugador libre, a reforzar al equipo crema y a ver la posibilidad de que se incorpore al club. Su actuación fue tan satisfactoria que se activaron gestiones para contratarlo, pero en esos días, estando en Perú, se concretó su incorporación al fútbol español. Llega al Fútbol Club Barcelona de la mano del directivo Pedro Salvat y de Josep Samitier, el 8 de julio de 1954 y su debut se produce en Les Corts frente al Sevilla en la jornada inaugural de la Liga (12/9/1954). El Barça gana 4-2 y Villaverde consigue el primer gol batiendo al meta sevillista Bustos de un cabezazo colocado. 
Su demarcación natural era la de interior pero se adaptó sin problemas a la de extremo de ambos lados y se le puede considerar como un adelantado a su tiempo ya que no permanecía fijo en la banda sino que tenía tendencia a romper por el centro buscando otras alternativas de ataque.
Con el Barça jugó 162 partidos de Liga disputados con 53 goles y 34 partidos en competiciones europeas con 13 goles. Globalmente jugó 224 partidos oficiales con la camiseta blaugrana, levantando 7 títulos y marcando 74 goles. Incluyendo partidos oficiales y amistosos, jugó 375 partidos y convirtió 146 goles.
Tuvo su cenit en el Barça bajo la dirección de Helenio Herrera, en una eliminatoria de cuartos de final de la Copa de Europa de 1960 frente a los temibles «Wolves», el apodo con el que se conocía al Wolverhampton inglés. En la noche del 10 de febrero de 1960 en la ida en el Camp Nou, el Barça arrolló a los británicos 4-0 con goles de Villaverde (2), Kubala y Evaristo. En la vuelta, el 2 de marzo del mismo año, la exhibición es total y el público inglés ovaciona al Barça al término: 2-5 con gol de Villaverde y cuatro de Kocsis.
Villaverde no jugó la célebre final de los palos cuadrados de Berna, el 31 de mayo de 1961 y ya instalado en un suave declive permaneció en el club hasta 1963 dónde se le dedicó un partido de homenaje el 27 de octubre de aquel año. Colgó las botas en el Racing de Santander al año siguiente.
Murió en Barcelona el 15 de septiembre de 1986 a los 56 años, debido a unos problemas de corazón.

## Títulos
Copas nacionales (8)
- 2 Primera División de Colombia (1952 y 1953) - Millonarios F. C.

- 1 Copa Colombia (1953) - Millonarios F. C.

- 2 Ligas Españolas (1959 y 1960) - F. C. Barcelona.

- 3 Copas del España (1957, 1959 y 1963) - F. C. Barcelona

Copas internacionales (3)
- 1 Pequeña Copa del Mundo de Clubes (1953) - Millonarios F. C.

- 2 Copas de Ferias (1958 y 1960) - F. C. Barcelona

## Estadísticas
Jugó 10 temporadas. Hizo 146 goles a lo largo de toda su carrera, 74 de esos goles fueron oficiales y los otros 72 goles no fueron oficiales. Tuvo un total de 375 partidos jugados, de esos, 234 fueron ganados, 78 fueron perdidos y 63 fueron empatados. Jugó 224 partidos oficiales. Tuvo un total de 20140 minutos adentro de la cancha. A lo largo de toda su carrera solo obtuvo una tarjeta roja. 